# Madalena Sotto
Madalena Sotto, nome artístico de Maria Madalena Pereira Othão (Figueira da Foz, Lavos, 21 de julho de 1916 – Porto, 18 de agosto de 2016), foi uma atriz portuguesa.

## Biografia
Nascida nos arredores da Figueira da Foz, mudou-se para Oliveira de Azeméis aos dez anos, onde o pai, o pintor Othão Luís, foi o primeiro director da Escola de Artes e Ofícios (actual Escola Secundária Soares Basto), e a mãe, Aida Augusta Pereira, mestra de costura, bordados e tapeçaria.
Madalena Sotto concluiu naquela o escola o curso de tapeçaria, leccionando em seguida, como auxiliar de oficina. 
Numa entrevista conduzida por Maria João Gama em 2006, contou que casou aos 16 anos, com um homem de 18, e teve um filho dessa união, que entretanto falecera.
Em 1939 voltou à Figueira da Foz, quando os pais foram transferidos, em comissão de serviço. É então que o jornalista Artur Inês, seu amigo, a apresenta a Leitão de Barros, realizador que a leva a estrear-se no cinema, em A Varanda dos Rouxinóis, de 1939. Um ano depois, com Alves da Cunha, estreia-se no teatro com a peça Os Velhos, de D. João da Câmara, no Teatro Sá da Bandeira.
Até 1978 teve uma carreira repartida entre o teatro — integrou a companhia Rey Colaço-Robles Monteiro — e o cinema, voltando às telas com Feitiço do Império (1940) e A Vizinha do Lado (1945), de António Lopes Ribeiro, Três Espelhos (1947), de Ladislao Vajda, Vidas Sem Rumo (1956), de Manuel Guimarães e Sinal Vermelho (1972), de Rafael Romero Marchent. 
Recebeu o prémio de Melhor Atriz Cinematográfica, do Secretariado Nacional de Informação, em 1945.
Em finais de dezembro de 2011, o encenador Jorge Silva Melo deu notícia da sua morte, o que se veio a revelar sem fundamento, com a notícia da sua verdadeira morte, ocorrida no dia 18 de agosto de 2016, aos 100 anos, no Porto.

## Teatro
Integrou o elenco das peças: 
- 1940 - "Os Velhos" - Teatro Sá da Bandeira[5]
- 1944 - "O Leque de Lady Windermere" - Teatro Nacional D. Maria II[6]
- 1945 - "Othelo" - Teatro Nacional D. Maria II[7]
- 1949 - "Uma Mulher do Outro Mundo" - Teatro Avenida[8]
- 1949 - "O Menino André" - Teatro Variedades[9]
- 1949 - "Deus lhe Pague" - Teatro Variedades[10]
- 1949 - "Dois Maridos em Apuros" - Teatro-Cinema Odéon[11]
- 1950 - "O Pai da Menina" - Teatro-Cinema Odéon[12]
- 1950 - "Sempre em Festa!" - Teatro Variedades[13]
- 1951 - "Luz Sem Fim" - Teatro Ginásio[14]
- 1951 - "A Loja da Esquina" - Teatro Ginásio[15]
- 1952 - "Tudo Isto é Fado!" - Teatro Maria Vitória[16]
- 1952 - "O Perfume da Minha Mulher" - Teatro Avenida[17]
- 1952 - "Ó Rosa Arredonda a Saia" - Teatro Avenida[18]
- 1953 - "Um Anjo Entrou Pela Janela" - Teatro Avenida[19]
- 1953 - "Era Uma Vez uma Princesinha" - Teatro Monumental[20]
- 1954 - "É Proibido Suicidar-se na Primavera" - Teatro Monumental[21]
- 1955 - "A Severa" - Teatro Monumental[22]
- 1955 - "Joana D'Arc" - Teatro Avenida[23]
- 1956 - "O Amor dos Quatro Coronéis" - Teatro Avenida[24]
- 1956 - "Vida de um Héroi" - Teatro Avenida[25]
- 1956 - "Por Um Fio…" - Teatro Monumental[26]
- 1957 - Doutora em Leis - Teatro da Trindade[27]
- 1957 - "Mas Que Escândalo!" - Teatro Avenida[28]
- 1958 - "O Mentiroso" - Teatro Avenida[29]
- 1959 - "Um Marido em Rodagem" - Teatro Avenida[30]
- 1962 - "O Sedutor" - Teatro Monumental[31]
- 1963 - "Operação Bossa Nova" - Teatro Avenida[32]
- 1963 - Cláudia e as Vozes do Mar - Teatro da Estufa Fria[33]
- 1964 - "A Maluquinha de Arroios" - Teatro da Estufa Fria[34]
- 1964 - "O Amigo de Peniche" - Teatro da Estufa Fria[35]
- 1964 - Casa de Pais - Teatro da Estufa Fria[36]
- 1966 - "Desencontro" - Teatro da Estufa Fria[37]
- 1967 - "Assassinos Associados" - Teatro Villaret[38]
- 1968 - "Jacob e o Anjo" - Teatro da Estufa Fria[39]
- 1968 - "Um Homem Só" - Teatro da Estufa Fria[40]
- 1968 - "O Leão da Estrela" - Teatro da Estufa Fria [41]
- 1969 - "Fogo de Vista" - Teatro da Estufa Fria[42]
- 1969 - "Sol na Floresta" - Teatro da Estufa Fria[43]
- 1970 - "O Pombo Mariola" - Teatro da Estufa Fria[44]
- 1970 - "A Cadeira da Verdade" - Teatro da Estufa Fria[45]
- 1970 - "O Irmão" - Teatro da Estufa Fria[46]
- 1970 - "O Baile dos Mercadores" - Teatro da Estufa Fria[47]
- 1970 - "O Último Inquilino" - Teatro Nacional D. Maria II[48]
- 1971 - "Batôn" - Teatro da Estufa Fria[49]
- 1972 - "A Gaivota" - Teatro da Trindade[50]
- 1976 - "Tudo no Jardim" - Teatro São Luiz[51]
- 1982 - "As Mulheres Também Perderam a Guerra" - Teatro São Luiz[52]
- 1986 - "Hedda Gabler" - Teatro Maria Matos[53]

## Filmografia
Entre a sua filmografia encontram-se os filmes: 
- 1939 - A Varanda dos Rouxinóis, de Leitão de Barros [55]

- 1940 - Feitiço do Império, de António Lopes Ribeiro

- 1945 - A Vizinha do Lado, de António Lopes Ribeiro

- 1947 - Três Espelhos, de Ladislao Vajda

- 1956 - Vidas Sem Rumo, de Manuel Guimarães

- 1972 - Sinal Vermelho, de Rafael Romero Marchent

## Ligações Externas
- Biografia de Madalena Sotto no porgrama O Que é Feito de Si da RTP

- Entrevista a Madalena Sotto, no programa Heranças D'Ouro, na RTP/